# (8861) Jenskandler
(8861) Jenskandler  es un asteroide perteneciente al cinturón de asteroides, descubierto el 3 de octubre de 1991 por Freimut Börngen y Lutz Dieter Schmadel desde el Observatorio Karl Schwarzschild, en Alemania.

## Designación y nombre
Fue designado inicialmente como 1991 TF7.
Lleva el nombre de Jens Kandler (n. 1973), que es observador en Drebach desde los 14 años. Desde 1993 observa planetas menores y cometas, primero fotográficamente y luego utilizando un CCD. Entre las observaciones de Drebach se encuentran muchas de las oposiciones de este objeto de 1996 y 1998. Kandler, un hábil mecánico industrial y colocador de azulejos, es un entusiasta defensor de la astronomía.

## Características orbitales
Jenskandler orbita a una distancia media del Sol de 2,601 ua, pudiendo acercarse hasta 2,065 ua y alejarse hasta 3,138 ua. Tiene una excentricidad de 0,206 y una inclinación orbital de 10,957° grados. Emplea en completar una órbita alrededor del Sol 1532,58 días.
Los próximos acercamientos a la órbita de Júpiter ocurrirán el 30 de enero de 2046, el 14 de marzo de 2059 y el 1 de julio de 2117.

## Características físicas
Su magnitud absoluta es 13,31. Tiene 13,999 km de diámetro. Su albedo se estima en 0,041.